# Ганский (лунный кратер)
Кратер Ганский (лат. Ganskiy, иногда Hansky) — древний крупный ударный кратер в экваториальной области обратной стороны Луны. Название присвоено в честь русского астронома, геодезиста и гравиметриста Алексея Павловича Ганского (1870—1908) и утверждено Международным астрономическим союзом в 1970 г. Образование кратера относится к нектарскому периоду.

## Описание кратера
Ближайшими соседями кратера являются крупный кратер Бруннер на западе; большой кратер Хираяма на северо-западе; небольшой кратер Людвиг на севере; небольшой кратер Дебус и огромный кратер Пастер на востоке-юго-востоке, а также крупный кратер Ритц на юго-западе. Селенографические координаты центра кратера 9°38′ ю. ш. 97°00′ в. д. / 9,64° ю. ш. 97° в. д., диаметр 42,1 км, глубина 2,2 км.
Кратер имеет близкую к циркулярной форму, умеренно разрушен. К южной-юго-западной части вала примыкают три небольших кратера. Средняя высота вала кратера над окружающей местностью 1060 м, объем кратера составляет приблизительно 1400 км³. Дно кратера сравнительно ровное, с небольшим поднятием в южной части, имеется несколько холмов. В северо-западной части чаши находится небольшой удлиненный кратер.

## Сателлитные кратеры
| Ганский | Координаты                                            | Диаметр, км |
| ------- | ----------------------------------------------------- | ----------- |
| F       | 9°40′ ю. ш. 98°59′ в. д. / 9,66° ю. ш. 98,99° в. д.   | 8,9         |
| K       | 12°34′ ю. ш. 98°24′ в. д. / 12,57° ю. ш. 98,4° в. д.  | 11,8        |
| M       | 12°01′ ю. ш. 97°05′ в. д. / 12,02° ю. ш. 97,09° в. д. | 12,5        |
| S       | 10°10′ ю. ш. 94°44′ в. д. / 10,16° ю. ш. 94,74° в. д. | 20,6        |

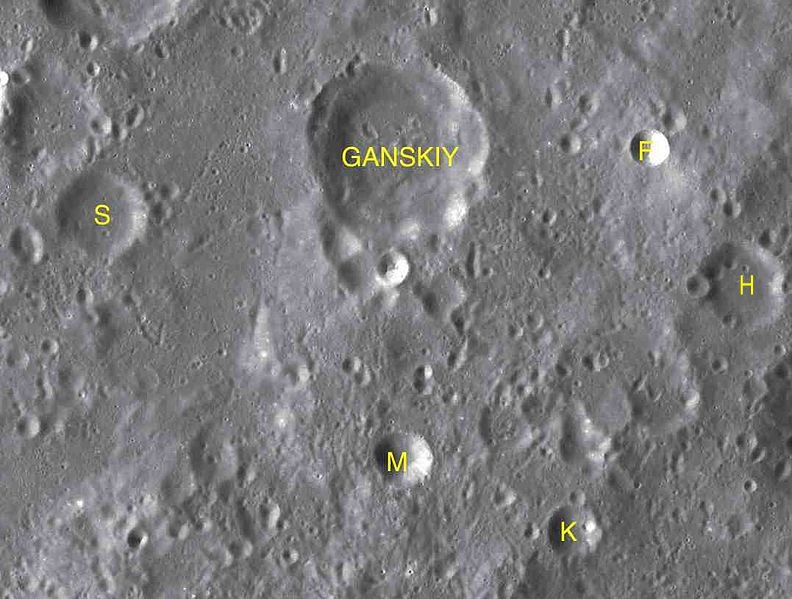
Фрагмент карты LAC-82.

- Сателлитный кратер Ганский H в 2000 г. переименован Международным астрономическим союзом в кратер Дебус.